# 中村昌也
中村 昌也（なかむら まさや、1986年4月30日 - ）は、日本の俳優、タレントである。大阪府大阪市淀川区出身。元所属事務所はワタナベエンターテインメント。D-BOYSの元メンバー。身長193cm、靴のサイズは29.0cm。兄はプロバスケットボール選手の中村友也。

## 略歴
趣味はスポーツで、中でもバスケットボールを特技としている。兄と同じくバスケットボールの競技者であったが、競技を辞めたことをきっかけに高校を中退する。その後上京し、ワタナベエンターテインメントのタレント養成機関・ワタナベエンターテイメントカレッジの2期生となる。
2007年1月、テレビドラマ『パズル』でデビュー。同年7月、D-BOYSに加入。
2010年4月6日付けでD-BOYSとしての活動から離れることを発表。
2011年5月21日、矢口真里との結婚を発表。翌22日午前0時頃に東京都内の区役所に婚姻届を提出したことを記者会見で報告した。2012年5月21日、結婚式・結婚披露宴を挙げる。同年から『PON!』レギュラーなど、情報・バラエティ番組に出演する。
2013年5月30日、矢口との離婚届提出を両者の所属事務所が発表。後日中村が『PON!』生放送のなかで自ら離婚を報告、同日に自身のブログでの報告も行った。
2023年1月24日、自身のインスタグラムにて宮古島に移住し、2月7日にバーを開店することを明らかにした。
2025年5月10日、ABEMAエンタメ「NO MAKE」にて、自身の芸能活動は継続中であることを明かしており、”元俳優”とされることを公式に否定している。

## 人物
- 元妻の矢口真里との出会いは中村の親友・山田親太朗が矢口から受けていた飲酒の誘いに、「1人で行くのは寂しい」と中村を連れて出掛けたことがきっかけ[16]。身長が矢口（145cm）とは対照的であり、自ら「でこぼ婚」と称した[17]。
- 2024年4月30日に事務所を契約満了で退社した事を報告した。

## 出演

### テレビドラマ
- パズル（2007年1月14日 - 2月4日、テレビ朝日） - 丹野哲哉 役
- くうねるところすむところ〜恋するニッカボッカ・ガール〜（2007年4月10日、関西テレビ・フジテレビ系） - 加納正樹 役
- 学問ノススメ（2007年4月29日 - 6月17日、ABCテレビ） - 徳永俊 役
- ハタチの恋人 第1話 - 第4話・第7話（2007年10月14日 - 11月4日・25日、TBS） - 井上圭祐の部下 役
- 音女 第17話「強がるオトメ」（2008年5月6日、テレビ朝日）
- 水曜ミステリー9 ブランド刑事3～偽ブランド和牛殺人事件～（2008年7月30日、テレビ東京） - 萩亮輔 役
- イノセント・ラヴ（2008年10月20日 - 12月22日、フジテレビ） - 林貴志 役
- フジテレビ開局50周年記念ドラマ特別企画 黒部の太陽（2009年3月、フジテレビ）
- 天使のわけまえ （2010年7月6日 - 8月3日、NHK総合） - 大男 役
- 桜蘭高校ホスト部（2011年7月23日 - 10月1日、TBS） - 銛之塚崇 役
- 白戸修の事件簿 第8話（2012年3月17日、TBS） - 銛之塚崇 役
- ATARU（2012年4月15日 - 6月24日、TBS） - 黒木永正 役
  - ATARU スペシャル〜ニューヨークからの挑戦状!!〜（2013年1月6日）
- クローバー 第4話 - 第6話（2012年5月5日 - 19日、テレビ東京） - 山田一樹 役
- 連続テレビ小説（NHK）
  - 梅ちゃん先生 第128回・第129回（2012年8月28日・29日） - 正岡豪助 役
  - 純と愛 第43回 - 第46回（2012年11月19日 - 22日） - 灰田聖斗 役
- 太陽の罠（2013年11月30日 - 12月21日、NHK総合） - 佐々木高久 役
- 秋田発地域ドラマ ザ・ラスト・ショット（2014年11月19日、NHK BSプレミアム） - ジミー鳴瀬 役
- ワーキングデッド 〜働くゾンビたち〜 第12話「社内恋愛デッド」（2014年12月18日、BSジャパン）
- 大河ドラマ 花燃ゆ 第25回（2015年6月21日、NHK） - 近藤勇 役[18]
- 月曜名作劇場 あんみつ検事の捜査ファイルシリーズ（TBS） - 反町一真 役
  - あんみつ検事の捜査ファイル 女検事の涙は乾く（2016年6月13日）
  - あんみつ検事の捜査ファイル2 〜白骨夫人の遺言書〜（2017年2月6日）
- 偽装不倫 第1話（2019年7月10日、日本テレビ） - 鐘子が出会う婚活男性 役
- ミス・ジコチョー〜天才・天ノ教授の調査ファイル〜 第9話・最終話（2019年12月13日・20日、NHK総合） - トキオ 役

### 配信ドラマ
- 桜蘭高校ホスト部 〜ハルヒのハッピーバースデー大作戦〜（2012年1月6日 - 25日、LISMO Channel） - 銛之塚崇 役

### 映画
- ヒートアイランド（2007年10月20日、ザナドゥー）
- 犬の首輪とコロッケと（2012年1月28日、ファントム・フィルム） - ヤマト 役
- 映画 桜蘭高校ホスト部（2012年3月17日、ソニー・ピクチャーズエンタテインメント） - 銛之塚崇 役
- 苦役列車（2012年7月14日、東映） - 3年後の若者A 役
- 莫逆家族-バクギャクファミーリア-（2012年9月8日、東映）
- TOKYOてやんでぃ The Stoy Teller's Apprentice（2013年2月23日、アイエス・フィールド） - 怜音亭万福 役
- 劇場版 ATARU THE FIRST LOVE & THE LAST KILL（2013年9月14日、東宝） - 黒木永正 役
- 25 NIJYU-GO（2014年11月1日、東映） - 「リヴィエラ」マスター・赤西 役
- 笑顔の向こうに（2019年2月15日、テンダープロ / プレシディオ）

### オリジナルビデオ
- 荒くれKNIGHT 〜激闘編〜（2007年9月19日、ポニーキャニオン）

### 舞台
- D-BOYS STAGE
  - vol.1「完売御礼」（2007年）
  - vol.2「ラストゲーム〜最後の早慶戦〜」（2008年） - 伴東勇介 役
  - vol.3「鴉〜KARASU〜 04」（2009年4月） - 乾進之介 役
  - 2010 trial-2「ラストゲーム」（2010年8月- 9月） - 近松清一 役
- ミュージカル DEAR BOYS（2007年12月、スペース・ゼロ） - 武内純一 役
- ミュージカル ガールフレンズ（2008年1月 - 2月、天王洲銀河劇場ほか） - 文男 役
- ビロクシー・ブルース（2009年2月、PARCO劇場） - ウィコウスキー 役
- パッチギ!（2009年12月、新国立劇場） - モトキ・バンホー 役
- 真夜中のパーティー（2010年7月、PARCO劇場）
- ミュージカル ガイズ&ドールズ（2010年8月、中日劇場） - ハリー 役
- にぎやかカラー（2011年4月、表参道GROUND）
- 吉本百年物語 爆発! MANZAIが止まらない（2013年1月、なんばグランド花月） - 大久保 役
- ダブリンの鐘つきカビ人間（2015年10月 - 11月、パルコ劇場ほか） - とまり木 役

### 情報・バラエティ
- GOOD LOOKIN′CLUB（2006年 - 2007年、日本テレビ）
- PON!（2012年4月2日 - 2016年3月21日、日本テレビ）月曜レギュラー
- イケメン食堂（2012年4月19日 - 2012年9月27日、ABCテレビ）
- 土曜スペシャル（テレビ東京）特急列車乗継の旅など不定期レギュラー
- 七人のコント侍 第12期（2016年1月15日 - 3月25日、NHK BSプレミアム）
- うまいッ!（2017年 - 、NHK総合）不定期レギュラー
- ぶらり途中下車の旅（2019年 - 、日本テレビ）不定期レギュラー[19]。
- 健康カプセル!ゲンキの時間（2019年 - 、CBCテレビ）ゲンキリサーチャー(準レギュラー)

### WEB動画
- 中村昌也が行くアメリカキャンピングカー旅行（トラベルスタンダードジャパン株式会社）
- ガチ男気TV（2017年2月16日 - 3月30日、AbemaTV）- レギュラー

### ラジオ
- SOUNDS OF STORY〜ASADA JIRO LIBRARY〜　「青い火花」（2013年12月14日、J-WAVE）[20]